# مردان سول
مردان سول (به انگلیسی: Soul Men) فیلمی است محصول سال ۲۰۰۸ و به کارگردانی مالکوم دی. لی است. در این فیلم بازیگرانی همچون ساموئل ال. جکسون، برنی مک، شارون لیل، شان هایس، جنیفر کولیج، آدام هرشمن، افیون کرکت، مایک اپس، آیزاک هیز، جان لجند، ونسا دل ریو، میلی جکسون، سارا اریکسون، رندی جکسون و جاکی لانگ ایفای نقش کرده‌اند.